# دونالد أليستر
دونالد أليستر (بالإنجليزية: Donald Allister)‏ هو قسيس بريطاني، ولد في 27 أغسطس 1952 في ليفربول في المملكة المتحدة.